# Polycerinae
Polycerinae Alder & Hancock, 1845 è una sottofamiglia di molluschi nudibranchi della famiglia Polyceridae.

## Tassonomia
La sottofamiglia Nembrothinae comprende i seguenti generi:
- Gymnodoris Stimpson, 1855
- Lamellana Lin, 1992
- Lecithophorus Macnae, 1958
- Palio Gray, 1857
- Paliolla Burn, 1958
- Polycera Cuvier, 1817
- Polycerella A. E. Verrill, 1880
- Thecacera Fleming, 1828